# ヤマカ
ヤマカ株式会社（やまか）は、岐阜県多治見市に本社を置くエネルギー関連企業。

## 特徴
陶磁器産地である東濃地方で松割木を販売する企業として創業し、明治末期には石炭の販売に移行し、昭和初期には鉱油の販売にも手を広げた。1960年代初頭には製陶業者の石炭から重油へのシフトが本格化し、その後はガソリンなどの販売を中心としている。
ガソリンスタンドの経営、産業用燃料の販売、ガソリン・軽油・灯油・プロパンガスなどの家庭用燃料の販売、損害保険・生命保険などの保険事業、セメントの販売、太陽光発電装置や家庭用燃料電池（エネファーム）の販売などを行っている。関連会社としてヤマカ陶料株式会社、ヤマカ興産株式会社、有限会社YMMがある。
現在の本社所在地はJR多治見駅前のクリスタルプラザであるが、この建物は1976年（昭和51年）にユニー多治見駅前店として建設された。ヤマカ陶料株式会社本町工場の跡地である。

## 沿革
- 1895年（明治28年）10月 - 創業。初代加藤庄六が陶磁器焼成用松割木の販売を開始。
- 1907年（明治40年）4月 - 石炭の販売を開始。
- 1927年（昭和2年）2月 - 合名会社ヤマカ加藤石炭商店およびヤマカ加藤石炭合名会社を設立。
- 1930年（昭和5年）2月 - セメントの販売を開始。
- 1931年（昭和6年）1月 - 鉱油の販売を開始。
- 1937年（昭和12年）3月 - 合名会社ヤマカ加藤石炭商店およびヤマカ加藤石炭合名会社を解散してヤマカ石炭株式会社を設立。
- 1941年（昭和16年）4月 - 設置した多治見特殊磁器工業所が海軍省指定工場となり航空機用プラグを製造。
- 1942年（昭和17年）4月 - ヤマカ石炭株式会社が解散。
- 1943年（昭和18年）4月 - 2代加藤庄六が多治見商工会の会長に就任。
- 1943年（昭和18年）5月 - 有限会社ヤマカ製陶所を設立。
- 1946年（昭和21年）10月 - 2代加藤庄六が多治見商工会議所の初代会頭に就任。
- 1946年（昭和21年）10月24日 - 岐阜県多治見市を行幸した昭和天皇が日本タイル工業と有限会社ヤマカ製陶所を視察し、工員の作業を見学した[1]。加藤大吉が説明役となった[1]。なお、昭和天皇は1957年4月7日にも多治見市を訪れている[1]。
- 1947年（昭和22年）4月 - 2代加藤庄六が多治見陶磁器工業協同組合の初代理事長に就任。
- 1948年（昭和23年）10月 - 有限会社ヤマカ製陶所を株式会社ヤマカ製陶所に組織変更。
- 1950年（昭和25年）7月 - ヤマカ陶料有限会社を設立。
- 1950年（昭和25年）12月 - ヤマカ石炭株式会社を再設立。
- 1951年（昭和26年）5月 - ヤマカ陶料有限会社をヤマカ陶料株式会社に組織変更。
- 1958年（昭和33年）4月 - 株式会社ヤマカ製陶所を大和陶器株式会社に社名変更。
- 1967年（昭和42年）3月 - ヤマカ石炭株式会社をヤマカ株式会社に社名変更。
- 1988年（昭和63年）12月 - 有限会社YMMを設立。
- 1995年（平成7年）10月 - 創業100周年。

## 歴代社長
- 1895年～1936年（初代） - 初代加藤庄六（多治見銀行取締役）
- 1936年～1960年（2代） - 2代加藤庄六（1985年多治見市名誉市民推挙、1993年正六位）
- 1960年～1982年（3代） - 加藤庄造
- 1982年～現在（4代） - 加藤智子

### 加藤智子
4代目代表取締役社長の加藤智子は3代目社長の加藤庄造の妻であり、1960年（昭和35年）に庄造と結婚してから専業主婦として夫や舅の庄六に仕えていた。1982年（昭和57年）に夫の庄造が急死したため、智子は戸惑いつつも社長に就任した。岐阜県中小企業団体中央会レディースクラブ初代会長、全国レディース中央会副会長、岐阜県女性の活躍推進検討委員会委員長などを歴任しており、多治見市で最も有名な女性経営者とされることがある。2009年（平成21年）には旭日双光章を受章した。2020年（令和2年）には名古屋大学と岐阜大学の運営法人が統合して発足した東海国立大学機構の非常勤理事に就任した。

## 公式サイト
- 公式サイト